# La Brée-les-Bains
La Brée-les-Bains é uma comuna francesa na região administrativa da Nova Aquitânia, no departamento de Charente-Maritime. Estende-se por uma área de 7,27 km². Em 2010 a comuna tinha 695 habitantes (densidade: 95,6 hab./km²).